# Knijovnik, Haskovo
Knijovnik (în bulgară Книжовник) este un sat în comuna Haskovo, regiunea Haskovo,  Bulgaria. 

## Demografie
Componența etnică a satului Knijovnik
     Romi (3,05%)
     Turci (1,35%)
     Bulgari (87,96%)
     Nicio identificare (7,62%)
La recensământul din 2011, populația satului Knijovnik era de 590 locuitori. Din punct de vedere etnic, majoritatea locuitorilor (87,96%) erau bulgari, existând și minorități de romi (3,05%) și turci (1,35%). Pentru 7,62% din locuitori nu este cunoscută apartenența etnică.